# Hamilton, Kansas
Hamilton är en ort i Greenwood County i Kansas. Vid 2020 års folkräkning hade Hamilton 182 invånare.